# William Russell Grace
William Russell Grace, född 10 maj 1832 i grevskapet Cork i Förenade kungariket Storbritannien och Irland, död 21 mars 1904 i New York, var en amerikansk affärsman och politiker. Han var New Yorks borgmästare 1881–1882 och 1885–1886. Första gången valdes han som demokrat och andra gången som oberoende.
Han grundade företaget Grace och han var den första katolska invandraren från Irland som valdes till New Yorks borgmästare och det var under hans andra mandatperiod som borgmästare som Frankrikes gåva till USA, Frihetsgudinnan, avtäcktes i New Yorks hamn. Grace var initiativtagare till att president Ulysses S. Grant som avled 1885 fick ett mausoleum på Manhattan, General Grant National Memorial. Mausoleet som slutligen invigdes 1897 kallas också Grant's Tomb.
Grace Avenue i Wakefield i Bronx har uppkallats efter William Russell Grace. Det finns ett antal gator uppkallade efter New Yorks borgmästare i grannskapet.